# Ноу Сасеск (Сибињ)
Ноу Сасеск (рум. Nou Săsesc) насеље је у Румунији у округу Сибињ у општини Ласља. Oпштина се налази на надморској висини од 442 m.

## Становништво
Према подацима из 2002. године у насељу је живело 378 становника.

### Попис2002.
| Расподела становништва по националности 2002.‍ | Расподела становништва по националности 2002.‍ | Расподела становништва по националности 2002.‍ | Расподела становништва по националности 2002.‍ | Расподела становништва по националности 2002.‍ |
| --------------------------------------------- | --------------------------------------------- | --------------------------------------------- | --------------------------------------------- | --------------------------------------------- |
|                                               |                                               |                                               |                                               |                                               |
| Румуни                                        | Румуни                                        |                                               | 288                                           | 76,4%                                         |
| Роми                                          | Роми                                          |                                               | 5                                             | 1,3%                                          |
| Немци                                         | Немци                                         |                                               | 84                                            | 22,3%                                         |